# Phalonidia claudia
Phalonidia claudia es una especie de polilla del género Phalonidia, categorizada en la tribu Cochylini, de la subfamilia Tortricinae.

## Distribución
Se distribuye por América del Sur: Venezuela, en la cordillera de Mérida.

## Taxonomía
Fue descrita por Razowski & Wojtusiak en 2006.
Tratamiento taxonómico
La especie aparece registrada y publicada en SHILAP Revta. Lepid. 34: 41.